# Balme
Balme (arpità Bârmes) és un municipi italià, situat a la ciutat metropolitana de Torí, a la regió del Piemont. L'any 2007 tenia 92 habitants. Està situat a la Vall d'Ala (Valls de Lanzo), una de les Valls arpitanes del Piemont. Limita amb els municipis d'Ala di Stura, Bessans (Savoia), Bonneval-sur-Arc (Savoia), Groscavallo, Lemie i Usseglio.

## Divisió administrativa
Està format per les fraccions:
- Bogone Bougoùn
- Chialambertetto Tchabartàt
- Cornetti Li Cournàt
- I Frè Li Frè
- Molera La Mouléri
- Molette L'Moulàttess
- Pian della Mussa

## Administració
| Període | Identitat                    | Partit        |
| ------- | ---------------------------- | ------------- |
| 2000-   | Giovanni Battista Castagneri | Llista cívica |